# Хуанан
Хуан Антонио Гонсалес Фернандес (исп. Juan Antonio González Fernández; род. 27 апреля 1987, Пальма) — испанский футболист, правый защитник

## Биография
Хуанан начинал свою карьеру в скромном клубе «Сан-Педро». С 2004 по 2005 год он находился в системе сильнейшего клуба своего региона — «Мальорки». Ещё два года молодой игрок занимался в системе «Сан-Франсиско», после чего присоединился к «Депортиво Ла-Корунья». За вторую команду клуба он провёл два сезона, сыграв свыше семидесяти матчей. За «Депортиво» Хуанан дебютировал 26 февраля 2009 года в матче Кубка УЕФА против «Ольборга». В 2009 году он перешёл во вторую команду мадридского «Реала» — «Кастилью», где отыграл два сезона, а затем перебрался в немецкую «Фортуну» из Дюссельдорфа. Во второй бундеслиге Хуанан дебютировал 24 июля 2011 года в матче против «Падерборна». В составе «Фортуны» он вышел в первую бундеслигу. Летом 2013 года перебрался в венгерский «Уйпешт», там он играл вместе с партнёром по «Кастилье» Антоном, выиграл Кубок Венгрии. Потом Хуанан вернулся в Сегунду, играл за «Рекреативо» и «Леганес» (только в кубковых матчах). В начале 2016 года играл за «Райо ОКС» (дочерний клуб «Райо Вальекано») в NASL, а 8 августа подписал однолетний контракт с «Бенгалуру».

## Достижения
- Обладатель Кубка Интертото: 2008
- Обладатель Кубка Венгрии: 2013/14